# Telford Taylor
Telford Taylor, född 24 februari 1908, död 23 maj 1998, var en amerikansk advokat, mest känd för sin roll som rådgivare vid Nürnbergprocessen efter andra världskriget. Han gjorde sig också känd som ytterst kritisk mot Joseph McCarthy och mot amerikanska angrepp under Vietnamkriget under 1960- och 1970-talen.
Taylor avlade juristexamen vid Harvard Law School 1932. Efter USA:s inträde i andra världskriget 1943 blev han förordnad som major och sedermera överste.
Vid Nürnbergrättegångarna arbetade han först som assistent till huvudåklagaren Robert H. Jackson. När denne avgick blev han dennes efterträdare och tjänstgjorde från 17 oktober 1947 som huvudansvarig åklagare under de återstående 12 rättegångarna under vilka 123 av de ursprungligen 200 åtalade befanns skyldiga till brott.
Taylor återvände sedan till USA och arbetade som advokat i New York.
Han opponerade kraftigt mot senator senator McCarthys aktioner mot påstådda kommunister och mot dåvarande presidenten Dwight D. Eisenhower för att inte stoppa McCarthys olagliga attacker. Han försvarade bland andra Harry Bridges och Junius Scales. Han förlorade dessa mål men Harry Bridges dom på fem års fängelse blev sedan ogiltigförklarad av USA:s högsta domstol.
1962 blev han utnämnd till professor vid Telforduniversitetet. Han avgick 1994 och dog 1998.